# سامی محمد وفا
سامی محمد وفا (انگلیسی: Sami Mohamed Wafa؛ زادهٔ) بازیکن فوتبال اهل قطر است.

## باشگاهی
از باشگاه‌هایی که در آن بازی کرده‌است می‌توان به السد اشاره کرد.

## تیم ملی
وی همچنین در تیم ملی فوتبال قطر بازی کرده است.